# استوجان پروتیچ
استوجان پروتیچ (سیریلیک صربی: Стојан Протић؛ ۲۸ ژانویهٔ ۱۸۵۷ – ۲۸ اکتبر ۱۹۲۳) سیاست‌مدار اهل یوگسلاوی بود. وی دو بار از ۲۲ دسامبر ۱۹۱۸ تا ۱۶ اوت ۱۹۱۹ و سپس از ۱۹ فوریه ۱۹۲۰ تا ۱۶ مه ۱۹۲۰ نخست‌وزیر یوگسلاوی بود.
استوجان پروتیچ در ۲۸ اکتبر ۱۹۲۳، در سن ۶۶ سالگی بر اثر بیماری قلبی درگذشت.